# Championnat d'Allemagne de combiné nordique 2011
Le championnat d'Allemagne de combiné nordique 2011 s'est tenu le 8 octobre 2011 à Hinterzarten.
Les épreuves de saut se sont déroulées sur tremplin normal (K95) : les sauteurs se sont élancés sur le Rothausschanze (HS 108 m).
La compétition a distingué Johannes Rydzek, qui avait effectué le meilleur saut.
Il a ensuite obtenu le deuxième temps lors de l'épreuve de ski de fond, en 24 minutes 52 secondes.
Le meilleur temps en fond fut celui de Ruben Welde (24 min 50 s) ; ce coureur, qui avait obtenu la vingtième place du concours de saut, arriva quatorzième de l'épreuve.
Chez les juniors, c'est Manuel Faißt qui a remporté le titre.

## Résultats
Cette page donne les dix premiers des classements senior et junior.

### Seniors
| Rang | Athlète             |
| ---- | ------------------- |
| 1    | Johannes Rydzek     |
| 2    | Fabian Rießle       |
| 3    | Andreas Günter      |
| 4    | Janis Morweiser     |
| 5    | Christian Beetz     |
| 6    | Michael Dünkel (de) |
| 7    | Eric Frenzel        |
| 8    | Manuel Faißt        |
| 9    | Mark Schlott        |
| 10   | Christian Arlt      |

### Juniors
| Rang | Athlète             |
| ---- | ------------------- |
| 1    | Manuel Faißt        |
| 2    | Christian Arlt      |
| 3    | David Welde         |
| 4    | Tobias Simon        |
| 5    | Tobias Haug         |
| 6    | Stephan Bätz        |
| 7    | Michael Schuller    |
| 8    | Markus Sommerhalter |
| 9    | Tom Lubitz          |
| 10   | Paul Hanf           |